# دانيال إيبانيز
دانيال إيبانيز (بالإسبانية: Daniel Ibáñez)‏ هو لاعب كرة قدم أرجنتيني، ولد في 29 مارس 1995 في سان خوستو في الأرجنتين. لعب مع نادي سان لورينزو.

## وصلات خارجية
- دانيال إيبانيز على موقع قاعدة بيانات كرة القدم.إي يو (الإنجليزية)
- دانيال إيبانيز على موقع Soccerway.com (الإنجليزية)